# کوتهره
کوتهره (به انگلیسی: Kotehra) یک منطقهٔ مسکونی در پاکستان است که در پنجاب واقع شده‌است. کوتهره ۲۰۵ متر بالاتر از سطح دریا واقع شده‌است.